# S-Bahn di Erfurt
La S-Bahn di Erfurt (in tedesco S-Bahn Erfurt) era un servizio ferroviario locale istituito dalla Deutsche Reichsbahn per collegare i quartieri residenziali a nord della città con il centro storico.
Fu in esercizio dal 1976 al 1995.

## Storia
Parallelamente alla costruzione del nuovo quartiere residenziale di Rieth, l'amministrazione cittadina di Erfurt elaborò un programma di potenziamento del trasporto pubblico urbano, che comprendeva il prolungamento di alcune linee tranviarie e l'istituzione di un servizio ferroviario urbano ("S-Bahn").
La linea fu attivata il 13 maggio 1976 e prevedeva un servizio particolarmente concentrato nelle ore di punta, come rinforzo delle tranvie.
Dopo la riunificazione tedesca (1990) il traffico iniziò a scemare a causa della concorrenza della motorizzazione privata. Il servizio cessò nel 1995.

## Percorso
I treni della S-Bahn partivano dalla Hauptbahnhof e percorrevano la linea per Nordhausen fino alla stazione di Erfurt-Nord. Qui percorrevano la prima tratta della linea per Nottleben, chiusa al traffico nel 1967 e appositamente riattivata, fino al capolinea di Berliner Straße.
La lunghezza totale della linea era di 8,7 kilometri, che venivano percorsi in 13 minuti. Nel 1990, il servizio arrivò a contare 13 coppie di treni feriali.
Curiosamente i biglietti della S-Bahn non erano integrati con i trasporti pubblici urbani.

## Materiale rotabile
Sulla linea erano in servizio treni composti da carrozze a due piani, trainate da locomotive gruppo 110.